# 畑芽育
畑 芽育（はた めい、2002年4月10日 - ）は、日本の女優、タレント。女性アイドルグループPocchimoの元メンバー。
東京都出身。研音所属。アイドル活動時の芸名はMei。かつてはセントラルに所属していた。

## 略歴
1歳から芸能活動を開始。インタビューでは「気が付いたときには、もう仕事をしていた」と述べている。
10歳までは「何が何やらわからない気持ち」で目の前の活動をしていたが、次第に演技の楽しさに気づき、レッスンやオーディションも意欲的に受けるようになる。
2023年3月公開の『なのに、千輝くんが甘すぎる。』で、青春恋愛映画初のヒロインを演じた。
2023年4月10日、1st写真集『残照』が発売された。

## 人物
- 趣味は音楽を聴くことで、特技はダンスである[1]。祖父がアメリカ人でクオーター[7]。
- 仲の良い友人は女優の山田杏奈や玉城ティナ[8]。
- 目指す女優として、木村文乃を挙げている。中学1年の頃『99.9-刑事専門弁護士-』で共演した際、正座で挨拶をしてもらい、その謙虚な姿に衝撃をうけて憧れを抱くようなった[9]。

## 出演

### 子供番組
- ワンワンパッコロ!キャラともワールド（2012年4月 - 2019年3月、NHK BSプレミアム） - いやし山めい 役
  - 2019年度以降は、アタリメ！どんぴょんズ出演時のゲスト出演者としての不定期出演
- ピラメキーノ（2014年 - 2015年、テレビ東京） - 「大人の喜ばせ方講座」、「BARピラメキーノ2号店」、「バカウケ コドモ-1GP」

### テレビドラマ
- グッドライフ〜ありがとう、パパ。さよなら〜（2011年4月 - 6月、フジテレビ） - 瀬川あおい 役[10]
- ステップファザー・ステップ（2012年1月 - 3月、TBS） - 瞳の娘 役
- 月曜ゴールデン 世田谷駐在刑事（2012年6月18日、TBS） - 浜野真理奈 役
- 東京全力少女（2012年10月 - 12月、日本テレビ） - 小学生のひとみ 役
- So long! 第2夜（2013年2月12日、日本テレビ） - 倉林美帆（幼少期） 役
- ビンタ!〜弁護士事務員ミノワが愛で解決します〜 第4話（2014年10月23日、読売テレビ） - 桜井美月 役
- 99.9-刑事専門弁護士-（TBS） - 佐田かすみ 役
  - SEASON I 第5話（2016年5月15日）
  - SEASON II（2018年1月 - 3月）
  - 完全新作SP新たな出会い篇〜映画公開前夜祭〜（2021年12月29日）[11]
- 家政夫のミタゾノ 第1話（2016年10月21日、テレビ朝日） - 小津鮫美帆 役
- 増山超能力師事務所 第3話（2017年1月19日、読売テレビ） - 川西春奈 役
- ドラマスペシャル「警部補・碓氷弘一〜殺しのエチュード〜」（2017年4月9日、テレビ朝日） - 碓氷春菜 役
- 未解決の女 警視庁文書捜査官 第2話（2018年4月26日、テレビ朝日） - 幸田遥花 役[12]
- あなたには帰る家がある（2018年5月26日・6月1日、TBS） - 宮越結衣 役
- 健康で文化的な最低限度の生活 第7話（2018年8月28日、関西テレビ） - 坂本夏美 役
- いつかこの雨がやむ日まで 第8話（2018年9月29日、東海テレビ） - 天竺芽衣（少女時代） 役
- ドラマスペシャル「警部補・碓氷弘一〜マインド〜」（2018年11月25日、テレビ朝日） - 碓氷春菜 役
- みかづき 第5話（2019年2月23日、NHK総合） - 滝本美也 役
- 都立水商! 〜令和〜（2019年5月6日 - 6月24日、MBS） - 矢吹明日香 役
- 女子高生の無駄づかい（2020年1月24日 - 3月6日、テレビ朝日） - ロリ（百井咲久） 役
- ボキャブライダー〜新たなる挑戦〜（2020年3月23日、NHK Eテレ）
- 荒ぶる季節の乙女どもよ。（2020年9月9日 - 10月28日、MBS・TBS） - 須藤百々子 役[13]
- ざんねんないきもの事典（2020年10月8日 - 2021年3月25日、テレビ東京） - 森山美音 役
- ハコヅメ〜たたかう！交番女子〜 第3話・第4話（2021年7月21日・28日、日本テレビ） - 清水彩菜 役
- プロミス・シンデレラ 第7話 - 最終話（2021年8月24日 - 9月14日、TBS） - 山ノ井さくら 役
- 大河ドラマ 青天を衝け 第29回 - 第32回（2021年10月3日 - 24日、NHK） - 尾高ゆう 役[14]
- 不幸くんはキスするしかない！（2022年4月22日 - 6月10日、MBS） - ミキ 役
- 善人長屋 第1話（2022年7月8日、NHK BSプレミアム・BS4K） - お小夜 役[15]
- 純愛ディソナンス（2022年7月14日 - 9月22日、フジテレビ） - 園田莉子 役[16]
- 池波正太郎生誕100年BS特集時代劇「まんぞくまんぞく」（2022年12月30日、NHK BSプレミアム） - 千代 役[17]
- Get Ready! 第7話（2023年2月19日、TBS） - 望月遙 役[18]
- ペルソナの密告 3つの顔をもつ容疑者（2023年3月24日、テレビ東京） - 獅子舞音 役[19]
- Dr.チョコレート 第8話（2023年6月10日、日本テレビ） - 山田澪 役[20]
- 最高の生徒〜余命1年のラストダンス〜（2023年7月15日 - 9月23日、日本テレビ） - 主演・伴ひかり 役[21]
  - 最高の教師 1年後、私は生徒に■された 第5話（2023年8月12日） - 伴ひかり 役[注 1]
- ノッキンオン・ロックドドア（2023年7月29日 - 9月23日、テレビ朝日） - 薬師寺薬子 役[22][23]
- 女子高生、僧になる。（2023年9月18日 - 10月23日、MBS） - 主演・下白石麦 役[24][25]
- たとえあなたを忘れても（2023年10月22日 - 12月17日、朝日放送テレビ・テレビ朝日） - 宮下茜 役[26]
- パティスリーMON（2024年1月11日 - 3月28日、テレビ東京） - 主演・山崎音女 役[27]
- GTOリバイバル（2024年4月1日、関西テレビ・フジテレビ） - 遠藤凛 役[28]
- 9ボーダー（2024年4月19日 - 6月21日、TBS） - 大庭八海 役[29]
- 若草物語-恋する姉妹と恋せぬ私-（2024年10月6日 - 12月15日、日本テレビ） - 町田芽 役[30][31]
- 天久鷹央の推理カルテ（2025年4月22日 - 6月24日、テレビ朝日） - 鴻ノ池舞 役[32]
- 君がトクベツ（2025年9月17日〈予定〉 - 、MBS・TBS） - 主演・若梅さほ子 役（大橋和也とW主演）[33]
- 終活シェアハウス（2025年10月19日〈予定〉 - 、NHK BS） - 主演・林美果 役（城桧吏とW主演）[34]

### Webドラマ
- みつめてそらして（2023年9月29日 - 、TikTok） - 主演 [35]
- 若草物語-恋する姉妹と恋せぬ私- スピンオフドラマ「それぞれのハッピーバースデー」（2024年12月1日・15日、Hulu） - 町田芽 役[36]
- もうひとつのクレヨンしんちゃん やかんの家族だゾ！ 第6話 - （2025年6月25日 - 、「やかんの麦茶」公式Instagram / コカ・コーラ公式YouTube） - 野原ひまわり 役[37][38]

### 映画
- その瞬間、僕は泣きたくなった -CINEMA FIGHTERS project-「Ghosting」（2019年11月8日） - ヒロイン・メイ 役[3]
- 劇場版 仮面ライダーゼロワン REAL×TIME（2020年12月18日） - ムーア / 仮面ライダーアバドン 役[39]
- ショコラの魔法（2021年6月18日、イオンエンターテイメント） - 水無月花音 役[40]
- 99.9-刑事専門弁護士-THE MOVIE（2021年12月30日、松竹） - 佐田かすみ 役[41]
- 森の中のレストラン（2022年11月19日、NeedyGreedy / フルモテルモ） - ヒロイン・小島紗耶 役[42][43]
- なのに、千輝くんが甘すぎる。（2023年3月3日、松竹） - ヒロイン・如月真綾 役[44]
- うちの弟どもがすみません（2024年12月6日、松竹） - 主演・成田糸 役[45]
- かくかくしかじか（2025年5月16日、ワーナー・ブラザース映画） - 佐藤 役[46]
- 君がトクベツ（2025年6月20日、ギャガ） - 主演・若梅さほ子 役（大橋和也とW主演）[47]
- 事故物件ゾク 恐い間取り（2025年7月25日、松竹） - 春原花鈴 役[48]

### 舞台
- せたがやこどもプロジェクト2016 キッズ・ミュージカル『ワンサくん —祭りにいくぞ!大脱走!』-（2016年8月18日 - 28日、シアタートラム） - おネエ 役〈ギャオ！組〉[49]
- 劇団ズッキュン娘第15回本公演「ハリケーン･マリア」（2021年1月20日 - 24日、銀座博品館劇場） - 有馬けいこ 役[50]
- 朗読劇「いつもポケットにショパン」〜2nd Lesson〜（2022年1月23日、紀伊國屋ホール）[51][52]

### テレビ番組
- レギュラー番組への道 ヒロイン誕生!朝ドラな女たち「漫画家 上田トシコ×畑 芽育」（2022年1月28日、NHK BSプレミアム） - 上田トシコ 役[53]

### CM
- トヨタホーム（2020年7月 - ）
- ブルボン プチシリーズ（2024年3月 - ）[54]
- ファイントゥデイ シーブリーズ（2024年4月 - ）[55]
- クイック 看護roo!転職（2024年8月 - ）[56]
- 日本コカ・コーラ やかんの麦茶 from 爽健美茶（2025年6月 - ）[注 2][57]

### WebCM
- 学校法人大原学園グループ「夢と私が起動する」編（2022年3月31日 - ）[58]
- 東急電鉄「いいこと、つづくよ、どこまでも。」シリーズ（2025年3月24日 - ）[59]

### ミュージックビデオ
- 森山直太朗「太陽のにほひ」[60]
- 藍井エイル「流星」[61]

### ラジオ
- 畑芽育のオールナイトニッポン0（ZERO）（2025年4月6日、ニッポン放送）[62]
- 畑芽育とFUN Time（2025年4月7日 - 、ニッポン放送）[63]

## 書籍

### 写真集
- 畑芽育 1st写真集「残照」（2023年4月10日、KADOKAWA、ISBN 978-4-0489-7429-5）[5][6]